# Val-de-Virvée
Val-de-Virvée es una comuna nueva francesa situada en el departamento de Gironda, de la región de Nueva Aquitania.

## Historia
Fue creada el 1 de enero de 2016, en aplicación de una resolución del prefecto de Gironda de 15 de diciembre de 2015 con la unión de las comunas de Aubie-et-Espessas, Saint-Antoine y Salignac, pasando a estar el ayuntamiento en la antigua comuna de Aubie-et-Espessas.

## Demografía
| Gráfica de evolución demográfica de Val-de-Virvée entre 1800 y 2013 |
|                                                                     |

Los datos entre 1800 y 2013 son el resultado de sumar los parciales de las tres comunas que forman la nueva comuna de Val-de-Virvée, cuyos datos se han cogido de 1800 a 1999, para las comunas de Aubie-et-Espessas, Saint-Antoine y Salignac de la página francesa EHESS/Cassini. Los demás datos se han cogido de la página del INSEE.

## Composición
| Comuna delegada   | Código INSEE | Población (2013) | Superficie (km²) | Densidad (hab./km²) |
| ----------------- | ------------ | ---------------- | ---------------- | ------------------- |
| Aubie-et-Espessas | 33018        | 1246             | 7.55             | 165                 |
| Saint-Antoine     | 33371        | 383              | 10.18            | 2.28                |
| Salignac          | 33495        | 1666             | 13.04            | 128                 |